# Balthasar von Dernbach

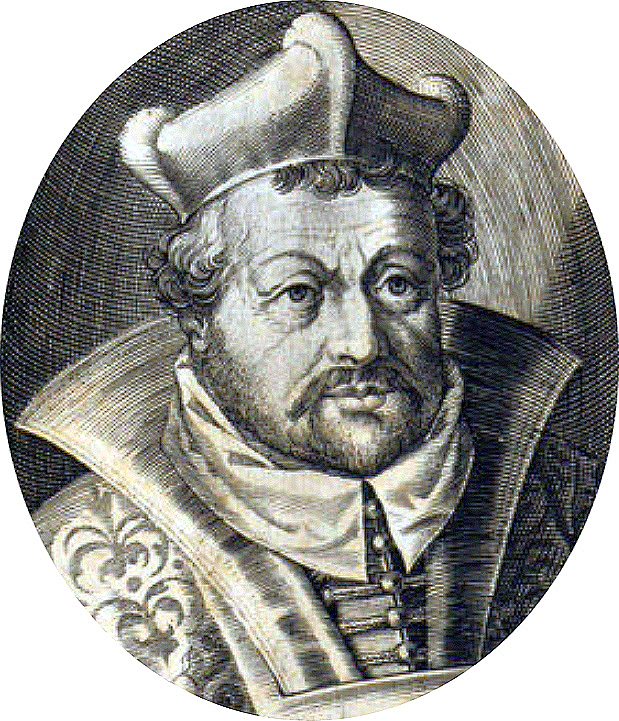
Fürstabt Balthasar von Dernbach gen. Graul

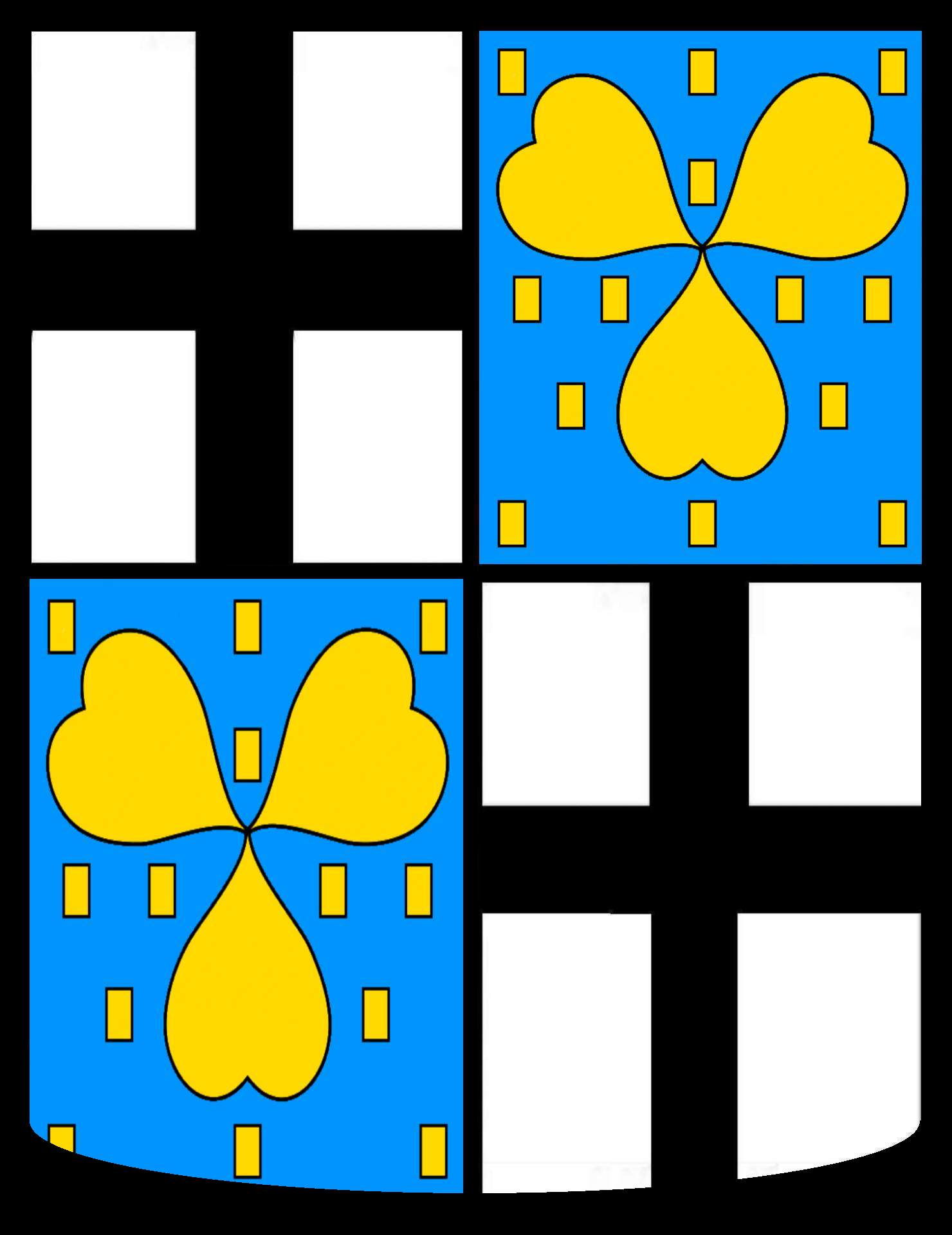
Wappen Balthasar von Dernbach gen. Graul, Fürstabt von Fulda

Balthasar von Dernbach gen. Graul OSB (* 1548 in Wiesenfeld, Hessen; † 15. März 1606 in Fulda), war Benediktiner des Klosters Fulda und Fürstabt des Hochstifts Fulda von 1570 bis 1575 und von 1602 bis 1606. Er wurde unrühmlich bekannt durch seine Hexenprozesse zwischen 1602 und 1605.

## Herkunft
Balthasar wurde als jüngster Sohn von Peter von Dernbach genannt Graul (Genanntname) und dessen Frau Clara von Klauer zu Wohra 1548 in Wiesenfeld (Landkreis Waldeck-Frankenberg) geboren und evangelisch-lutherisch getauft. Das Ehepaar hatte insgesamt 15 Kinder, 8 Söhne und 7 Töchter, wovon 4 im Kindesalter verstarben. Sein Vater war Burgmann der Grafen von Nassau in Herborn gewesen, danach Gefolgsmann des Landgrafen Philipp I. und bewohnte ab 1540 zusammen mit seinem Verwandten Philipp von Dernbach, hess. Stiftsvogt, die von Landgraf Philipp I. gepachtete ehemalige Johanniterkommende Wiesenfeld. Peter von Dernbach hatte 1540 seinen Anteil an der Stammburg Dernbach (Burg Neu-Dernbach), heute Gemeinde Bad Endbach im Landkreis Marburg-Biedenkopf, an den Landgrafen verkauft und war nach Wiesenfeld gezogen.
Nebenlinie „von Dernbach gen. Graul“
Die „von Dernbach gen. Graul“, eine Nebenlinie des seit 1226 im Raum Gießen/Herborn nachweisbaren Rittergeschlechtes von Dernbach, das zum hessischen Uradel zählte, waren ab Mitte des 13. Jahrhunderts Gefolgsleute der hessischen Landgrafen. Die Nebenlinie wird mit Heidenrich von Dernbach gen. Grauel 1323 erstmals erwähnt.
Balthasar schrieb seinen Namen aber selbst stets mit m, also „von Der m bach“, vermutlich wollte er damit seine protestantische Herkunft verschleiern.
Balthasars Vater war strenger Lutheraner und als treuer Gefolgsmann Philipps des Großmütigen auch Mitkämpfer im Schmalkaldischen Krieg. Leinweber.erwähnt dies nicht, führt hingegen – ohne Quellenangabe – aus: „Von seinem Vater sagte man um 1570, dass er in der Landgrafschaft Hessen zuletzt der „einzige Katholik“ war (wohl wegen seines Widerstandes gegen den Krieg). Damit stimmt überein, dass Peter von Dernbach 1546 in einem Schreiben an Landgraf Philipp von Hessen ernste Bedenken gegen den von ihm eingeschlagenen Weg in der Religionsfrage erhob“. (In diesem Schreiben vom 15. November 1546 aus dem Feldlager bei Giengen an der Brenz, das erhalten ist, nennt er sinngemäß den „Krieg, als eines Christenmenschen unwürdig“ und warnt vor dessen Folgen.)

## Aufstieg in der Reichsabtei Fulda
Als sein Vater 1560 starb, gab ihn seine Mutter mit knapp 12 Jahren zur weiteren Erziehung und Ausbildung zu ihrem Bruder, dem Fürstabt Wilhelm Hartmann von Klauer zu Wohra ins Kloster Fulda. Von seiner Mutter getrennt wurde er dort, obwohl evangelisch-lutherisch getauft, streng katholisch erzogen. Seine Priesterweihe erhielt er am 9. März 1566 in Würzburg. Im Alter von 22 Jahren wählte man ihn am 25. Januar 1570 als Nachfolger seines Onkels zum Fürstabt von Fulda. Die Wahl bestätigte Papst Pius V.

## Familiäres
Nach seiner Wahl zum Fürstabt holte er seine drei Brüder, Otto, Melchior und Wilhelm, nach Fulda und verhalf ihnen, nachdem sie zum katholischen Glauben übergetreten waren, zu hohen Ämtern. Wilhelm wurde Deutschordensritter und Komtur zu Kapfenburg und Oettingen; Otto wurde Marschall und Propst auf dem Petersberg; und Melchior wurde kaiserlicher Rat, Amtmann in Brückenau und Hofmarschall in Fulda. Sein Neffe Peter Philipp von Dernbach gen. Graul, Sohn Melchiors, wurde 1651 Vizedom des Bistums Bamberg in Kärnten, danach 1672 zum Fürstbischof von Bamberg und 1675 auch noch zum Fürstbischof von Würzburg gewählt. Er erhielt zusätzlich den Ehrentitel „Herzog zu Franken.“

## Gegenreformation
Aufgrund religiös indifferenter Fürstäbte war Mitte des 16. Jahrhunderts in der Stadt Fulda und im Hochstift die religiöse Situation offen: Dort lebten Katholiken, Lutheraner und Anhänger der Versöhnungsposition von Georg Witzel nebeneinander. Balthasar setzte sich hingegen umgehend nach seiner Wahl für die Gegenreformation ein und berief 1571 Jesuiten nach Fulda, um eine Schule und Kollegs zu gründen. Hermes Halpaur gehörte zu den ersten hier eintreffenden Patres. Von seinen Kapitularen verlangte Dernbach, zum klösterlichen Leben zurückzukehren. Unter seinen Vorgängern war der Protestantismus geduldet worden, so dass sich neben der Ritterschaft auch ein Teil der Einwohner der Stadt Fulda und ein größerer Teil des Umlandes zur lutherischen Lehre bekannten. Balthasar forcierte die Rekatholisierung und wies alle, die nicht zum katholischen Glauben zurückkehren wollten, aus dem Gebiet des Hochstifts Fulda aus.

## Fuldaischer Handel
Seine Religionspolitik verknüpfte Balthasar einerseits mit einer ausgeprägten Politik der Territorialisierung gegenüber dem landsässigen, gleichwohl damals verstärkt
Reichsunmittelbarkeit beanspruchenden Adel, andererseits einer Politik der kirchlichen Verselbständigung gegenüber den für das Hochstift zuständigen Diözesanbischöfen in Würzburg und Mainz durch Erlangung quasibischöflicher Rechte.
Dieses Vorgehen stieß auf Widerstand des Stiftskapitels, des Magistrats und der Ritterschaft. Wiederholt gab es Drohungen, ihn mit Gewalt abzusetzen. Schließlich verbündete sich die Ritterschaft mit dem Würzburger Bischof Julius Echter von Mespelbrunn. 1576 wurde Balthasar von Dernbach von Ritterschaft, Stiftskapitel und Bischof im (seinerzeit protestantischen) Hammelburg gezwungen, sein eigenes Abdankungsschreiben zu unterzeichnen. Der Würzburger Bischof wurde zum Administrator des Stifts gewählt mit der Vereinbarung, den Ritterständen Religionsfreiheit zu gewähren.
Abdankung und Flucht
Balthasar flüchtete zum Erzbischof von Mainz, der ihm Burg Bieberstein als Residenz zuwies. Balthasar hatte sofort seine Abdankung widerrufen und versuchte nun, durch Eingaben an den Papst und an Kaiser Maximilian II. seine Herrschaft zurückzugewinnen. Papst Gregor XIII. drohte dem Würzburger Bischof mit dem Kirchenbann, falls er Fulda nicht wieder herausgäbe. 
Rückkehr
Nach einem Prozess vor dem Reichshofrat, der sich 26 Jahre hinzog, erreichte Balthasar am 7. August 1602 die Rückgabe seines Territoriums. Das Fuldaer Domkapitel, die Ritterschaft und die Städte wurden zu einer Geldstrafe verurteilt. Sie und Würzburg mussten Schadensersatz und die Prozesskosten zahlen. Nach seiner Rückkehr setzte Balthasar seine Politik fort und erreichte die vollständige Wiederherstellung des Katholizismus in der Stadt und im Hochstift Fulda.

## Hexenverfolgung
Von 1602 bis 1605 ließ er durch den Zentgrafen und Malefizmeister Balthasar Nuss Hexenprozesse durchführen, denen etwa 270 Menschen, weit überwiegend Frauen, zum Opfer fielen, d. h. verbrannt wurden. Eines der bekanntesten Opfer der Hexenprozesse in Fulda war Merga Bien.